# Paralvinella sulfincola
Paralvinella sulfincola är en ringmaskart som beskrevs av Tunnicliffe, Desbruyères, Jollivet och Laubier 1993. Paralvinella sulfincola ingår i släktet Paralvinella och familjen Alvinellidae. Inga underarter finns listade i Catalogue of Life.